# Éléonore Hirt
Éléonore Hirt (bürgerlich Leonora Virginia Hirt; * 19. Dezember 1919 in Basel, Schweiz; † 27. Januar 2017 in Longjumeau, Département Essonne) war eine schweizerisch-französische Schauspielerin.

## Leben
Leonora Virginia Hirt kam im Dezember 1919 als Tochter des Solothurner Konzertmeisters Fritz Hirt und dessen irischer Ehefrau Leonie Hirt geb. Kammerer in Basel zur Welt. Nach dem Schulbesuch in Basel siedelte sie 1934 oder 1935 nach Paris über, wo sie Schauspielunterricht nahm und 1938 in García Lorcas Bluthochzeit ihr Bühnendebüt hatte. Den Zweiten Weltkrieg verbrachte sie in der Schweiz, wo sie unter anderem am Schauspielhaus Zürich, an den Stadttheatern von Lausanne und Genf und bei Radio Lausanne arbeitete. 1940 gab sie ihr Filmdebüt in dem Schweizer Film Fräulein Huser und 1941 spielte sie im Film Eine Oase im Sturm die Rolle der Jeanne.
Ab 1947 war sie wieder in Frankreich tätig. Am Theater spielte sie in diesem Jahr unter Charles Dullins Regie in Corneilles Cinna. 1948 gab sie in der Uraufführung von Albert Camus’ Stück Der Belagerungszustand eine Frau aus der Stadt, später grosse Bühnenrollen, wie die Hekuba neben Françoise Brion 1965 in Michael Cacoyannis’ Inszenierung der Troerinnen von Euripides in Avignon. 1981 spielte sie in Roger Blins Inszenierung von Thomas Bernhards Drama Der Präsident, der ersten Aufführung eines von Bernhards Stücken in Frankreich.
Ihren ersten grossen Filmerfolg hatte sie 1962 an der Seite von Brigitte Bardot als deren Filmmutter in Privatleben von Louis Malle. 1965 war sie dann Romy Schneiders Filmmutter in Was gibt’s Neues, Pussy?. 1970 spielte sie erneut eine Mutterrolle: als älteste Tochter eines Patriarchen (Jean Gabin) sorgt sie sich in Der Erbarmungslose um Filmsohn Marc Porel. Im Fernsehen spielte sie unter anderem neben Maria Mauban und Georges Descrières die Rolle der Elisabeth I. in Stellio Lenzis Maria Stuart (1959) und die Nebenrolle der Béatrice in der Serie Die Vögel im Park von Meiji Jingu´ (1974). Dem deutschen Publikum ist sie auch bekannt aus der 1987 entstandenen deutschen Serie Anna. Dort spielte sie die französische Choreografin Valentine d’Arbanville. Auch ein Jahr später verkörperte sie diese Figur in dem gleichnamigen Kinofilm.
Zum letzten Mal stand sie 2006 auf der Bühne.
Éléonore Hirt war in den 1950er Jahren mit dem Schauspieler Michel Piccoli verheiratet. Das Paar hat eine Tochter. Hirt starb am 27. Januar 2017 im Alter von 97 Jahren in Longjumeau bei Paris.

## Filmografie (Auswahl)
- 1940: Fräulein Huser
- 1962: Privatleben (Vie privée)
- 1965: Was gibt’s Neues, Pussy? (What's New Pussycat)
- 1967: Die Nacht der Generale (The Night of the Generals)
- 1967: Mordgeschichten (Jeu de massacre)
- 1970: Der Erbarmungslose (La Horse)
- 1970: Wendekreis des Krebses (Tropic of Cancer)
- 1971: Das Pariser Appartement (A Time for Loving)
- 1976: Königliche Hoheit in Japan (Seven Nights in Japan)
- 1978: Frau zu verschenken (Préparez vos mouchoirs)
- 1982: Flucht nach Varennes (La Nuit de Varennes)
- 1983: Die Prinzen (Les Princes)
- 1985: Abandons
- 1985: Blick in den Spiegel (Regard dans le miroir)
- 1987: Zwei halbe Helden (Fucking Fernand)
- 1987: Anna
- 1988: Anna – Der Film
- 1997: Der Hexenclub von Bayonne (Un amour de sorcière)
- 2009: Mères et filles